# Precio Ramsay
El Precio Ramsey establece que si se fuera a gravar con un impuesto cualesquiera bienes o servicios, el impuesto más alto deberá ser gravado en aquellos bienes o servicios en los que su elasticidad precio demanda sea inelástica. O sea, en aquellos bienes y servicios que, independientemente del impuesto, por su inelasticidad precio demanda, seguirán siendo demandados (con o sin impuesto). 
El Precio Ramsay también  implica que el impuesto más bajo, o incluso uno nulo, ha de ser gravado en bienes y servicios que tienen una elasticidad precio demanda elástica. Respetar estos principios reduce al mínimo 
1. La ineficiencia económica del impuesto.
2. Optimiza los resultados económicos y no reduce el bienestar social ni económico de los agentes.

Si se respetan estos principios los agentes consumirán prácticamente la misma dotación de bienes y servicios que se consumía antes de los impuestos, lográndose un incremento en la recaudación fiscal sin deteriorar el bienestar económico de oferentes y demandantes.